# 大慶 (王耀祖)
大慶（1665年四月）为中国清朝时期云南反清领袖王耀祖的年号。在四月七日被平西王吴三桂鎮壓並擒獲，送往北京。

## 纪年對照表
| 大慶 | 元年   |
| ---- | ------ |
| 公元 | 1665年 |
| 干支 | 乙巳   |

## 同期存在的其他政权年号
- 中國
  - 康熙（1662年－1722年）：清朝—清聖祖玄烨之年号
  - 永曆（1647年－1683年）：南明—明昭宗朱由榔、明郑之年号
- 越南
  - 景治（1663年－1672年）：后黎朝—黎玄宗黎维禑之年号
  - 順德（1628年－1677年）：莫朝—黎明宗莫敬完之年号
- 日本
  - 寬文（1661年－1673年）：後西天皇、靈元天皇之年号

## 參看
- 中国年号索引
- 其他时期使用的大慶年号